# ALBNOTE
ALBNOTE（アルバノート）は日本の3人組エレクトロニック・ダンス・ミュージックユニットである。所属レーベルはSelective Records。

## 略歴
ALBNOTEは札幌在住の3人のクリエーターからなる音楽ユニット。国内外楽曲のリミックス、オリジナル楽曲制作、他アーティストへの楽曲提供等幅広く創作活動を行っている。ハウスの4つ打ちグルーブを主軸にジャズ、ソウルミュージック、リズム・アンド・ブルース等のブラックミュージックのテイストを加味したメロディアスでリスニングに適した楽曲が持ち味。
GTS、DJ JURI、YOSHIKA（SOULHEAD）など様々なアーティストのリミックスなども手がけ、未来に通ずるサウンドをクリエイトする事がコンセプト。ローズ・ピアノ、オルガン等のキーボードで空間を演出するスタイルに定評がある。

## メンバー
- DJ TAKEUCHI　DJ,ビートメイカー, 編曲家,プロデューサー
- Shin　キーボード,シンセサイザー,編曲家,作曲家,プロデューサー
- Johnny ベース,編曲家,作曲家,プロデューサー

## 主なフィーチャリング
- GTS
- YOSHIKA(SOULHEAD)
- アンジェラ・ジョンソン
- 為岡そのみ

## ディスコグラフィー
アルバム
- ALBNOTE（Selective Records 2014年2月）
- SOUND CASE（SILHOUETTE RECORDS 2015年8月）

シングル
- NEW PLACE （Selective Records 2013年12月）

### リミックス
- AAA AAA REMIX 〜non-stop all singles〜（avex trax 2009年3月）
- GTS Through The Fire
- マイケル・ジャクソン
  - ブラック・オア・ホワイト / This Is Hit（SOUL WORKS 2010年8月）
  - スリラー (曲)　/　This Is Hit（SOUL WORKS 2010年8月）
- マライア・キャリー
  - 恋人たちのクリスマス　/　Girly Merry X'mas（SMART@MUSIC 2011年11月）
- YOSHIKA（SOULHEAD）
  - TIME AFTER TIME / MY ANTHEM（DIAA 2013年7月）
  - MY ANTHEM / MY ANTHEM -Sympathetic Resonance-（DIAA 2014年1月）

## その他
- YOSHIKA　my anthem - sympathetic resonance　リリースインタビュー
- HMV 無人島～俺の10枚～ALBNOTE編